# Star Trek: Borg
Star Trek: Borg ist ein interaktiver Film innerhalb des Star-Trek-Universums und der Nachfolger zu Star Trek: Klingon. Geschrieben wurde Star Trek: Borg von Hilary Bader. Regie führte James L. Conway. Der Soundtrack wurde von Dennis McCarthy beigesteuert. Das Computerspiel erschien 1996 auf drei CD-ROMs durch Simon & Schuster für PC. 1997 wurde eine Version für Macintosh veröffentlicht. Für das Hörbuch zum Spiel führte Jonathan Frakes Tonregie. Auf eine deutsche Fassung wurde verzichtet.

## Handlung
Zeitlich ist Star Trek: Borg zehn Jahre nach der Großoffensive der Borg angesiedelt, in der die Vereinigte Föderation der Planeten stark aufgerieben wurde. Die Spielfigur Kadett Furlong bekommt durch das allmächtige Wesen Q die Chance in die Vergangenheit zu reisen und die Entscheidungsschlacht bei Wolf 359 einzugreifen, bei der dieser seinen Vater verlor.

## Spielprinzip
Der Film wird stellenweise unterbrochen. In den Situationen muss der Spieler Personen und Gegenstände mit einem Tricorder untersuchen, mit einem Phaser schießen oder Codes lösen.

## Rezeption
Manfred Duy von PC Joker merkte an, dass es sich konzeptionell von Star Trek: Klingon kaum unterscheide. Die Videoqualität sei hoch, aber spielerisch werde kaum Interaktion geboten. Auch Peter Steinlechner von Power Play lobte die Produktionsqualität. Aufgrund der begrenzten Laufzeit zweifelte er aber, ob das Preis-Leistungs-Verhältnis gerechtfertigt seien. Roland Austinat von PC Player urteilte, dass sich der interaktive Film ausschließlich an Trekkies richte. Er funktioniere durch John de Lancie und bleibe durch seine allmächtige Figur stets plausibel.